# Heimia

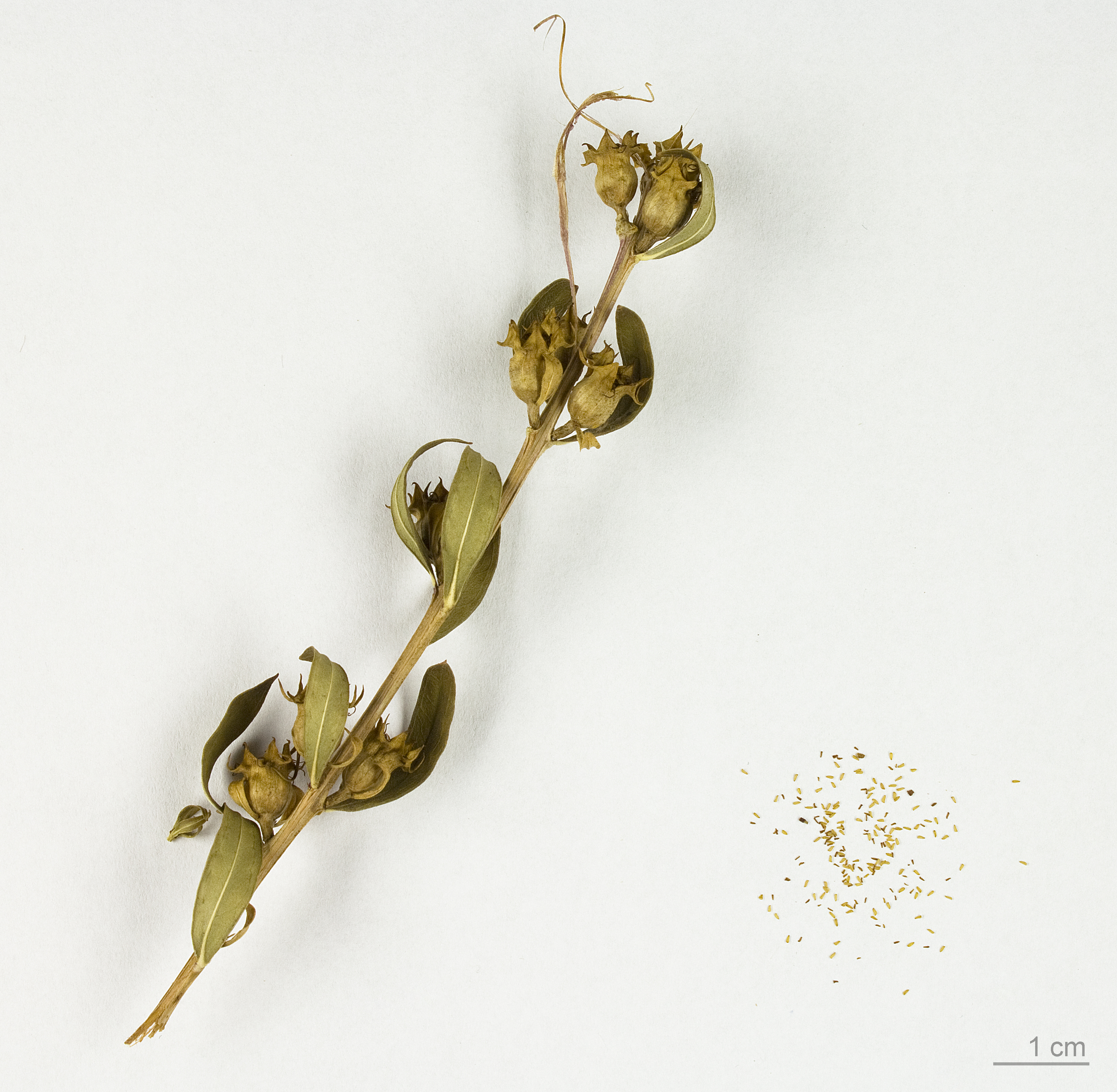
Heimia salicifolia

Heimia es un género con siete especies de plantas con flores perteneciente a la familia Lythraceae. Es originaria de América, distribuyéndose desde el suroeste de los Estados Unidos (Texas y Nuevo México) a través de México y América Central hasta Argentina.

## Propiedades
Heimia salicifolia (Kunth ) Link es una de sus especies. También se sabe que ha tenido un uso ritual y se considera un enteógeno y alucinógeno.
Las hojas secas son incompletamente aplastadas en el agua y el jugo fermentado al sol. La bebida resultante provoca mareo y euforia, alteración y alucinaciones auditivas. Esta bebida se utiliza en rituales para revivir los acontecimientos pasados con gran precisión.

## Especies
- Heimia grandiflora
- Heimia linariaefolia
- Heimia longipes
- Heimia myrtifolia
- Heimia salicifolia